# Зимни олимпийски игри 1944
Петите зимни олимпийски игри по предварителен план е трябвало да се проведат през 1944 г. в Кортина д'Ампецо, Италия, но това не се случва поради Втората световна война. Другите градове, кандидатирали се за домакини, са Монреал и Осло.
Следващите зимни олимпийски игри са организирани в Санкт Мориц през 1948.